# مانستر های
مانستر های یا دبیرستان هیولا (به انگلیسی: Monster High) فرنچایز عروسک مد آمریکایی تحت حمایت چندرسانه‌ای می‌باشد که توسط طراح اسباب‌بازی گرت ساندر خلق شد و توسط متل در سال ۲۰۱۰ راه‌اندازی شد. این فرنچایز که برای کودکان ۷ تا ۱۴ سال طراحی شده‌است، شامل شخصیت‌هایی می‌باشد که از فیلم‌های هیولایی، وحشت علمی-تخیلی، داستان‌های دلهره‌آور، نهان‌جانداران، فولکلور، اسطوره‌ها و فرهنگ عامه الهام گرفته‌اند و حول محور ماجراهای فرزندان نوجوان هیولاها و دیگر موجودات افسانه‌ای می‌چرخد که در دبیرستانی به‌همین نام تحصیل می‌کنند.